# R U Mine?
R U Mine? è un brano del gruppo rock inglese Arctic Monkeys, scritto da Alex Turner e Nick O'Malley, pubblicato come download digitale il 27 febbraio 2012 e in formato 7" in vinile viola in edizione limitata di 1340 copie per il Record Store Day del 21 aprile 2012, assieme alla B-side Electricity. È il secondo brano del quinto album in studio della band, AM, ad essere pubblicato.

## Descrizione
R U Mine? nasce da un riff suonato dal bassista Nick O'Malley, mentre il gruppo stava registrando Evil Twin. Poi Alex Turner ha iniziato a lavorare al brano durante il tour, e la band ha infine registrato la canzone a Sheffield.

## Video musicale
Il video di R U Mine? è stato reso disponibile su YouTube il 27 febbraio 2012; in esso compaiono il DJ e musicista Steve Jones, che introduce la canzone all'interno del suo show nella stazione radio americana KROQ-FM, e la modella e attrice Arielle Vandenberg, all'epoca fidanzata del frontman Alex Turner.

## Tracce
Testi di Alex Turner, musiche degli Arctic Monkeys, eccetto dove indicato.
7"
1. R U Mine? – 3:20 (Alex Turner, Nick O'Malley)
2. Electricity – 3:01

Download digitale
1. R U Mine? – 3:20 (Alex Turner, Nick O'Malley)